# کرملین‌شناسی
کرملین‌شناسی مطالعه و تحلیل سیاست‌ها و خط‌مشی‌های اتحاد جماهیر شوروی است در حالی که شوروی‌شناسی مطالعه سیاست‌ها و خط‌مشی‌های اتحاد جماهیر شوروی و کشورهای کمونیستی سابق به‌طور کلی است. این دو اصطلاح تا زمان فروپاشی اتحاد جماهیر شوروی مترادف بودند. در یک کاربرد گسترده، کرملین‌شناسی گاهی به معنای هرگونه تلاشی برای درک یک سازمان یا فرایند مخفی، مانند برنامه‌های مربوط به محصولات یا رویدادهای آینده، با تفسیر سرنخ‌های غیرمستقیم است.
بنیان‌گذار کرملین‌شناسی، الکساندر زینوویف در نظر گرفته می‌شود. این اصطلاح از کرملین، مقر دولت شوروی سابق، گرفته شده است. کرملین‌شناس به متخصصان دانشگاهی، رسانه‌ای و تفسیری اشاره دارد که در مطالعه کرملین‌شناسی تخصص دارند. این اصطلاح گاهی به‌طور گسترده برای توصیف محققان غربی که در حقوق روسیه تخصص دارند، استفاده می‌شود، اگرچه اصطلاح صحیح آن صرفاً محقق حقوق روسیه است. شوروی‌شناسان یا کرملین‌شناسان همچنین باید از ترانزیت‌شناسان، محققانی که گذارهای حقوقی، اقتصادی و اجتماعی از کمونیسم به سرمایه‌داری بازار را مطالعه می‌کنند، متمایز شوند.

## تاریخ‌نگاری
شوروی‌شناسی آکادمیک پس از جنگ جهانی دوم و در طول جنگ سرد تحت سلطه «مدل تمامیت‌خواه» اتحاد جماهیر شوروی بود، که بر ماهیت مطلق قدرت جوزف استالین تأکید داشت. «مدل تمامیت‌خواه» اولین بار در دهه ۱۹۵۰ توسط کارل یواخیم فریدریش، دانشمند علوم سیاسی، مطرح شد که استدلال می‌کرد اتحاد جماهیر شوروی و دیگر کشورهای کمونیستی، سیستم‌های تمامیت‌خواه هستند، با کیش شخصیت و قدرت‌های تقریباً نامحدود «رهبر بزرگ» مانند استالین.
«مکتب تجدیدنظرطلبی» که از دهه ۱۹۶۰ آغاز شد، بر نهادهای نسبتاً مستقلی تمرکز داشت که ممکن بود بر سیاست در سطح بالاتر تأثیر بگذارند. مت لنو «مکتب تجدیدنظرطلبی» را نماینده کسانی توصیف می‌کند که «اصرار داشتند تصویر قدیمی اتحاد جماهیر شوروی به عنوان یک دولت تمامیت‌خواه که مصمم به سلطه بر جهان بود، بیش از حد ساده‌انگارانه یا کاملاً اشتباه بود. آنها تمایل داشتند به تاریخ اجتماعی علاقه‌مند باشند و استدلال کنند که رهبری حزب کمونیست مجبور بوده است خود را با نیروهای اجتماعی وفق دهد.» این مورخان «مکتب تجدیدنظرطلبی» مانند جی. آرچ گتی و لین ویولا، رویکرد «مدل تمامیت‌خواه» به تاریخ شوروی را به چالش کشیدند و بیشترین فعالیت را در بایگانی‌های شوروی داشتند.

### تکنیک‌ها
در طول جنگ سرد، فقدان اطلاعات موثق در مورد این کشور، تحلیلگران غربی را مجبور کرد که «بین خطوط را بخوانند» و از کوچک‌ترین جزئیات، مانند حذف تصاویر، تغییر چیدمان صندلی‌ها، موقعیت‌ها در جایگاه تماشاچیان رژه در میدان سرخ، چیدمان مقالات در صفحات روزنامه حزبی پراودا و سایر نشانه‌های غیرمستقیم برای درک آنچه در سیاست داخلی شوروی اتفاق می‌افتاد، استفاده کنند. یک نمونه کلاسیک، میرون راش، که در آن زمان تحلیلگر رند کورپوریشن بود، بود که از انتخاب حروف بزرگ یا کوچک اولیه در مطبوعات شوروی در عبارتی مانند «دبیر اول» نتیجه‌گیری کلیدی کرد.
برای مطالعه روابط بین کشورهای برادر کمونیستی، کرملین‌شناسان بیانیه‌های صادر شده توسط احزاب کمونیست ملی مربوط را مقایسه کردند و به دنبال حذفیات و اختلافات در ترتیب اهداف بودند. شرح دیدارهای دولتی در مطبوعات کمونیستی و همچنین میزان مهمان‌نوازی ارائه شده به مقامات نیز مورد بررسی دقیق قرار گرفت. کرملین‌شناسی همچنین بر آیین تأکید داشت، به این صورت که فقدان غیرمعمول یک بیانیه سیاسی در یک سالگرد یا تعطیلات خاص را متوجه شده و به آن معنا می‌داد.
در زبان آلمانی، چنین تلاش‌هایی نام تا حدودی تمسخرآمیز «طالع‌بینی کرملین» (کرمل- اختربینی) را به خود گرفتند، که به این واقعیت اشاره دارد که نتایج آن اغلب مبهم و بی‌نتیجه، اگر نگوییم کاملاً اشتباه، بوده است.

### پس از جنگ سرد
اصطلاح کرملین‌شناسی هنوز هم در مطالعه فرآیندهای تصمیم‌گیری در سیاست فدراسیون روسیه به کار می‌رود. در فرهنگ عامه، این اصطلاح گاهی به معنای هرگونه تلاشی برای درک یک سازمان یا فرایند مخفی، مانند برنامه‌های مربوط به محصولات یا رویدادهای آینده، با تفسیر سرنخ‌های غیرمستقیم است.
در حالی که اتحاد جماهیر شوروی دیگر وجود ندارد، کشورهای مخفی دیگری مانند کره شمالی هنوز وجود دارند که رسانه‌های غربی هنوز از رویکردهای کرملین‌شناسی برای آنها استفاده می‌کنند. چنین مطالعه‌ای گاهی «پیونگ یانگولوژی» نامیده می‌شود که برگرفته از نام پایتخت این کشور، پیونگ یانگ، است.